# Криттенден (округ, Арканзас)
Кри́ттенден (англ. Crittenden County) — округ, расположенный в штате Арканзас, США с населением в 50 886 человек по статистическим данным переписи 2000 года. Столица округа находится в городе Марион, крупнейший город — Уэст-Мемфис.
Округ Криттенден был образован 22 октября 1825 года, став двенадцатым по счёту округом Арканзаса, и получил своё название в честь третьего губернатора Территории Арканзас Роберта Криттендена.

## География
По данным Бюро переписи населения США округ Криттенден имеет общую площадь в 1650 квадратных километров, из которых 1580 кв. километров занимает земля и 70 кв. километров — вода. Площадь водных ресурсов округа составляет 4,17 % от всей его площади.

### Соседние округа
- Миссисипи — северо-восток
- Типтон и Шелби (Теннесси) — восток
- Де-Сото (Миссисипи) — юго-восток
- Тьюника (Миссисипи) — юг
- Ли — юго-запад
- Сент-Франсис и Кросс — запад
- Пойнсетт — северо-запад

## Демография

Диаграмма распределения населения округа по возрастным диапазонам. Данные переписи населения 2000 года

По данным переписи населения 2000 года в округе Криттенден проживало 50 886 человек, 13 373 семей, насчитывалось 18 471 домашних хозяйств и 20 507 жилых домов. Средняя плотность населения составляла 32 человека на один квадратный километр. Расовый состав округа по данным переписи распределился следующим образом: 50,91 % белых, 47,05 % чёрных или афроамериканцев, 0,24 % коренных американцев, 0,47 % азиатов, 0,02 % выходцев с тихоокеанских островов, 0,64 % смешанных рас, 0,66 % — других народностей. Испано- и латиноамериканцы составили 1,42 % от всех жителей округа.
Из 18 471 домашних хозяйств в 37,40 % — воспитывали детей в возрасте до 18 лет, 45,80 % представляли собой совместно проживающие супружеские пары, в 21,30 % семей женщины проживали без мужей, 27,60 % не имели семей. 23,70 % от общего числа семей на момент переписи жили самостоятельно, при этом 8,00 % составили одинокие пожилые люди в возрасте 65 лет и старше. Средний размер домашнего хозяйства составил 2,72 человек, а средний размер семьи — 3,23 человек.
Население округа по возрастному диапазону по данным переписи 2000 года распределилось следующим образом: 31,10 % — жители младше 18 лет, 9,40 % — между 18 и 24 годами, 29,10 % — от 25 до 44 лет, 20,50 % — от 45 до 64 лет и 9,90 % — в возрасте 65 лет и старше. Средний возраст жителей округа составил 32 года. На каждые 100 женщин в округе приходилось 91,00 мужчин, при этом на каждых сто женщин 18 лет и старше приходилось 85,00 мужчин также старше 18 лет.
Средний доход на одно домашнее хозяйство в округе составил 30 109 долларов США, а средний доход на одну семью в округе — 34 982 долларов. При этом мужчины имели средний доход в 31 299 долларов США в год против 21 783 долларов США среднегодового дохода у женщин. Доход на душу населения в округе составил 14 424 долларов США в год. 21,00 % от всего числа семей в округе и 25,30 % от всей численности населения находилось на момент переписи населения за чертой бедности, при этом 35,30 % из них были моложе 18 лет и 23,70 % — в возрасте 65 лет и старше.

## Главные автодороги
- I-40
- I-55
- US 61
- US 63
- US 64
- US 70
- US 79
- AR 38
- AR 42
- AR 50
- AR 77
- AR 147

## Населённые пункты
| - Гилмор - Дженнетт - Джерико - Крофордсвилл | - Марион - Сансет - Террелл - Уэст-Мемфис | - Хорсшу-Лейк - Эдмондсон - Энтонивилл - Эрл |